# 굿데이터
굿데이터(GOODDATA Corp)는 대한민국의 여론 조사 기관이다. 2013년 5월에 설립하였다.

## 역사
2013년 5월에 (주)체리피커 설립하였으나, 2015년 3월에 굿데이터코퍼레이션 사명 변경하였다.

## 구성
- TV화제성
  - 비드라마화제성
  - 드라마화제성
- 기업브랜드화제성
- 연구용역

## 같이 보기
- 한국갤럽
- 닐슨 코리아 리서치